# Jorge de la Torre
Jorge de la Torre (Córdoba (Argentina), 1875 - Buenos Aires, 1953) fue un abogado y político argentino, que ejerció como Ministro de Justicia e Instrucción Pública de su país entre 1936 y 1938.
Era hijo de Calixto de la Torre, que había sido Ministro de la Corte Suprema de Justicia de la Nación (Argentina), y estudió derecho en la Universidad de Buenos Aires; posteriormente hizo una larga carrera como abogado privado y como funcionario judicial, llegando a ser secretario de la Corte Suprema. En el año 1936 fue nombrado Ministro de Justicia e Instrucción Pública de la Nación, aunque sus gestiones estuvieron más orientadas al plano educativo que al judicial. Durante su gestión se hicieron avances en el sentido de generalizar la enseñanza secundaria para los hijos de obreros y empleados, aunque centrada en la enseñanza técnica.
Rompió con el esquema tradicional de monopolio estatal de la educación técnica y de los docentes, al habilitar a una serie de escuelas normales privadas extender títulos de maestras. Fue el autor de un decreto que prohibía los centros de estudiantes en las escuelas secundarias, autorizando únicamente clubes colegiales, que sólo podían desempeñar actividades culturales y deportivas, que estuvo vigente durante casi 50 años. Fue también el responsable de desatar una persecución política contra los miembros del Partido Comunista, a quienes expulsó de sus cargos en la justicia y la educación; entre los expulsados estuvieron el psicólogo Aníbal Ponce y el profesor de medicina legal Gregorio Bermann.